# Mysidopsis
Mysidopsis är ett släkte av kräftdjur som beskrevs av Georg Ossian Sars 1864. Mysidopsis ingår i familjen Mysidae.

## Dottertaxa tillMysidopsis, i alfabetisk ordning[1][2]
- Mysidopsis acuta
- Mysidopsis angusta
- Mysidopsis ankeli
- Mysidopsis arenosa
- Mysidopsis badius
- Mysidopsis bispinosa
- Mysidopsis bispinulata
- Mysidopsis brattegardi
- Mysidopsis brattstroemi
- Mysidopsis buffaloensis
- Mysidopsis californica
- Mysidopsis camelina
- Mysidopsis cathengelae
- Mysidopsis coelhoi
- Mysidopsis cojimarensis
- Mysidopsis coralicola
- Mysidopsis cultrata
- Mysidopsis didelphys
- Mysidopsis eclipes
- Mysidopsis eremita
- Mysidopsis furca
- Mysidopsis gibbosa
- Mysidopsis hellvillensis
- Mysidopsis indica
- Mysidopsis intii
- Mysidopsis japonica
- Mysidopsis juniae
- Mysidopsis kempi
- Mysidopsis kenyana
- Mysidopsis lata
- Mysidopsis major
- Mysidopsis mathewsoni
- Mysidopsis mauchlinei
- Mysidopsis mortenseni
- Mysidopsis onofrensis
- Mysidopsis rionegrensis
- Mysidopsis robusta
- Mysidopsis robustispina
- Mysidopsis sankarankuttyi
- Mysidopsis schultzei
- Mysidopsis scintilae
- Mysidopsis similis
- Mysidopsis suedafrikana
- Mysidopsis surugae
- Mysidopsis tortonesei
- Mysidopsis velifera
- Mysidopsis virgulata